# Farai Chideya
Farai Chideya, född 26 juli 1969 i Baltimore, Maryland i USA, är en prisbelönt författare och journalist.

## Biografi
Chideya växte upp i Baltimore, Maryland, där hon också föddes. År 1990 avlade hon examen från Harvard University. Våren 2012 var hon fellow vid Harvard's Institute of Politics.

## Karriär
År 1995 lanserade Chideya bloggen PopandPolitics.com. Innan 2006 arbetade Chideya som reporter för Newsweek och ABC News, politisk analytiker för CNN och programledare för Oxygen Network. Därefter fortsatte hon arbeta inom tv och radio, bland annat som kulturkommentator. Hon syntes exempelvis i ABC:s Nightline, MSNBC och Real Time with Bill Maher. Chideya var 2006 till 2009 var värd för National Public Radios (NPR) nyheter där hon bland annat intervjuade presidentkandidaten Barack Obama och andra offentliga personer så som Laura Bush. Hon bevakade också orkanen Katrina.
I samarbete med WNYC och American Public Media producerade Chideya politiska specialprogram relaterade till mellanårsvalet 2010, Pop and Politics with Farai Chideya. Programmen sändes på över 100 stationer över hela USA. 
I samband med sin praktik på Pop and Politics undervisade Chideya vid University of Southern California och San Francisco State University. Läsåret 2010–2011 arbetade Chideya som Leader in Residence vid Colin Powell Center for Policy Studies, där hon fokuserade på medieutbildning för nästa generations politiska ledare. År 2012 arbetade hon som politisk bidragsgivare till WNYC. I uppdraget ingick att vara värd för en rådhusmöten om offentliga angelägenheter. Parallellt med detta var hon   rådgivare till teknik- och e-handelsföretaget Etsy.

## Utmärkelser
År 2000 tilldelades hon ett alumnpris för sitt arbete inom journalistik. Chideya och teamen hon har arbetat med har vunnit utmärkelser inklusive:
- National Education Reporting Award[2]
- North Star News Prize[2]
- Specialpris från National Gay and Lesbian Journalists Association för bevakning av aids.[2]
- Bästa radiodokumentär från National Association of Black Journalists för Pop and Politics with Farai Chideya (2010)[2]